# Uhrîn, Ciortkiv
Uhrîn (în ucraineană Угринь) este o comună în raionul Ciortkiv, regiunea Ternopil, Ucraina, formată numai din satul de reședință.

## Demografie
Componența lingvistică a comunei Uhrîn
     Ucraineană (99,73%)
     Alte limbi (0,27%)
Conform recensământului din 2001, majoritatea populației comunei Uhrîn era vorbitoare de ucraineană (99,73%), existând în minoritate și vorbitori de alte limbi.